# Длинношейные черепахи
Длинношейные черепахи (лат. Deirochelyinae) — подсемейство пресноводных черепах. Изначальный ареал видов этого подсемейства — Северная и Южная Америка. Однако некоторые виды длинношейных черепах стали популярными домашними животными, и в результате международной торговли, один из видов (красноухая черепаха) теперь обитает и в водоемах многих стран Старого Света.

## Классификация
Семейство включает 6 родов:
| Латинское название | Русское название    | Количество видов |
| ------------------ | ------------------- | ---------------- |
| Chrysemys picta    | Расписные черепахи  | 1                |
| Deirochelys        | Длинношеие черепахи | 1                |
| Graptemys          | Горбатые черепахи   | 13               |
| Malaclemys         | Бугорчатые черепахи | 1                |
| Pseudemys          | Украшенные черепахи | 9                |
| Trachemys          |                     | 15               |